# Karl Kuhlisch
Karl Kuhlisch (* 17. März 1919 in Drehnow, Landkreis Crossen; † 17. November 1999 in Berlin) war ein deutscher Politiker (SPD).
Karl Kuhlisch besuchte eine Volksschule und machte eine Lehre als Bäcker und Konditor. Er besuchte eine Berufsfachschule. 1938 musste er aber zum Reichsarbeitsdienst, wurde im November 1938 von der Wehrmacht eingezogen und geriet anschließend in Kriegsgefangenschaft. 
Nach dem Zweiten Weltkrieg kehrte Kuhlisch 1947 nach Berlin zurück und wurde Angestellter im Bezirksamt Kreuzberg. Er trat im selben Jahr dem Freien Deutschen Gewerkschaftsbund (FDGB) bei, wechselte aber zur Unabhängigen Gewerkschaftsopposition (UGO). Schließlich trat er der Gewerkschaft Öffentliche Dienste, Transport und Verkehr (ÖTV) und wurde 1957 Vorsitzender des Personalrats im Bezirksamt Kreuzberg. Da Rudi Pietschker zum Bezirksstadtrat für Gesundheitswesen in Kreuzberg gewählt wurde, rückte Kuhlisch im Februar 1965 in das Abgeordnetenhaus von Berlin nach. Mit dem Ende der Legislaturperiode im März 1967 schied er wieder aus.